# Raíces (álbum de Julio Iglesias)
Raíces es el nombre de un álbum de estudio del cantante español Julio Iglesias, fue lanzado al mercado en 1989 bajo la disquera CBS. Se trata de una colección de clásicos de las canciones de amor de diferentes países.
Forma parte de la lista de «Los 100 discos que debes tener antes del fin del mundo», publicada en 2012 por Sony Music.

## Lista de canciones
| Latino |                          |                    |          |  |
| N.º    | Título                   | Escritor(es)       | Duración |  |
| 1.     | «Tres palabras»          | Osvaldo Farrés     |          |  |
| 2.     | «Perfidia»               | Alberto Domínguez  |          |  |
| 3.     | «Amapola»                | José María Lacalle |          |  |
| 4.     | «Noche de ronda»         | Agustín Lara       |          |  |
| 5.     | «Quizás, quizás, quizás» | Osvaldo Farrés     |          |  |
| 6.     | «Adiós»                  | Enric Madriguera   |          |  |
| 7.     | «El manisero»            | Moisés Simons      |          |  |
| 7:04   |                          |                    |          |  |

| Caballo viejo / Bamboleo |                 |                                                             |          |  |
| N.º                      | Título          | Escritor(es)                                                | Duración |  |
| 8.                       | «Caballo viejo» | Simón Díaz                                                  |          |  |
| 9.                       | «Bamboleo»      | Simón Díaz, Tonino Baliardo, Chico Bouchikhi, Nicolás Reyes |          |  |
| 4:39                     |                 |                                                             |          |  |

| México |                          |                                  |          |  |
| N.º    | Título                   | Escritor(es)                     | Duración |  |
| 10.    | «Media vuelta»           | José Alfredo Jiménez             |          |  |
| 11.    | «Se me olvidó otra vez»  | Juan Gabriel                     |          |  |
| 12.    | «Y...»                   | Mario de Jesús                   |          |  |
| 13.    | «México lindo»           | Chucho Monge                     |          |  |
| 14.    | «Ay Jalisco no te rajes» | Manuel Esperón, Ernesto Cortázar |          |  |
| 15.    | «La bamba»               | Ritchie Valens                   |          |  |
| 9:11   |                          |                                  |          |  |

| Brasil |                      |                                 |          |  |
| N.º    | Título               | Escritor(es)                    | Duración |  |
| 16.    | «Desafinado»         | Antonio Carlos Jobim            |          |  |
| 17.    | «Más que nada»       | Jorge Ben                       |          |  |
| 18.    | «Manhã de Carnaval»  | Antônio Maria, Luiz Bonfá       |          |  |
| 19.    | «Aquarela do Brasil» | Ary Barroso                     |          |  |
| 20.    | «Tristeza»           | Haroldo Lobo, Niltinho Tristeza |          |  |
| 21.    | «Maria Ninguém»      | Carlos Lyra                     |          |  |
| 22.    | «Samba de Orfeo»     | Antônio Maria, Luiz Bonfá       |          |  |
| 7:12   |                      |                                 |          |  |

| Italia |                                      |                                                              |          |  |
| N.º    | Título                               | Escritor(es)                                                 | Duración |  |
| 23.    | «Torna a Surriento»                  | Alfredo Mazzucchi, Ernesto de Curtis, Giambattista de Curtis |          |  |
| 24.    | «Quando m'innamoro»                  | Daniele Pace, Mario Panzeri, Roberto Livraghi                |          |  |
| 25.    | «T'ho voluto bene (N'on dimenticar)» | Gino Redi, Michele Galdieri                                  |          |  |
| 26.    | «'O sole mio!»                       | Giovanni Capurro, Eduardo di Capua                           |          |  |
| 27.    | «Quando, quando, quando»             | Tony Renis, Alberto Testa                                    |          |  |
| 6:10   |                                      |                                                              |          |  |

| Francia |                           |                                   |          |  |
| N.º     | Título                    | Escritor(es)                      | Duración |  |
| 28.     | «Ne me quitte pas»        | Jacques Brel                      |          |  |
| 29.     | «Que c'est triste Venise» | Charles Aznavour, Françoise Dorin |          |  |
| 30.     | «Et maintenant»           | Gilbert Bécaud                    |          |  |
| 31.     | «La vie en rose»          | Édith Piaf, Louis Guglielmi       |          |  |
| 5:20    |                           |                                   |          |  |

- Datos: Q7299710